# Tiki (New Zealand Story)
Tiki es un personaje de videojuegos que protagoniza el juego The New Zealand Story y su remake, New Zealand Story Revolution. Este personaje es un pequeño kiwi amarillo que vive en un zoológico de Nueva Zelanda junto con varios de su especie y su novia Phee-phee.

## Información general
Tiki es un personaje que apareció por primera vez como el protagonista del videojuego The New Zealand Story, lanzado originalmente para Arcade en el año 1988 y posteriormente convertido a numerosos sistemas, este es un videojuego de plataformas con scroll lateral en donde el jugador controla a Tiki durante todo el juego.
Tiki es un pequeño kiwi amarillo de aspecto tierno, caracterizado por llevar dos zapatillas deportivas como única vestimenta. Su diseño en realidad se asemeja más a un canario o un pollito que a un kiwi verdadero, el cual es un ave nocturna de color marrón, enana y de pico largo y con plumas que parecen pelos.
The New Zealand Story se convirtió en un clásico de la compañía Taito y por esto es común que siga siendo relanzando dentro de títulos recopilatorios, también se han producido algunas apariciones especiales de Tiki en otros videojuegos de esta compañía.

## Historia
La historia de The New Zealand Story se centra en Tiki, un pequeño Kiwi que vive felizmente junto con varios de su misma especie y su novia Phee-phee en el zoológico de North Island (Nueva Zelanda). Pero un día aparece Wally, una foca leopardo que captura a todos los kiwis y se los lleva para venderlos a distintos lugares de Nueva Zelanda. Tiki es el único que consigue escapar y emprende un largo viaje en busca de sus amigos y de Phee-phee. 
La historia difiere en las versiones publicadas por Ocean en que el villano, Wally, es llamado una morsa en lugar de una foca leopardo y en que este en realidad se lleva a los kiwis para comérselos.

## Habilidades y atributos
En The New Zealand Story, Tiki tiene los movimientos típicos de un personaje de juego de plataformas: caminar, saltar y atacar. Tiki además se destaca por las siguientes habilidades:

### Movimientos básicos
- Disparo: Es la principal forma de ataque de Tiki, le permite disparar proyectiles rápidos hacia delante en forma ilimitada. El ataque normal de Tiki es un arco y flechas pero al conseguir ítems puede sumar nuevos ataques. En la remake, Tiki además puede cambiar su ángulo de disparo.

- Cargar poder: (Remake): Al acumular poder en su arco, Tiki puede disparar una flecha gigante y más poderosa que las comunes.

- Bucear: Tiki puede sumergirse en el agua con gran destreza por tiempo limitado, tras el cual debe retornar a la superficie o de lo contrario se muere por agotamiento de oxígeno. Tiki pierde su capacidad de atacar cuando está bajo el agua.

- Correr: (Remake): Tiki puede acelerar su paso para llegar más rápidamente a la meta.

- Doble salto: (Remake): Tiki tiene la extraordinaria habilidad de saltar y pegar un segundo salto en el aire, así puede alcanzar el doble de altura.

### Power-ups
Los power-ups son ítems que otorgan a Tiki nuevas habilidades al tocarlos.
- Joystick: Permite controlar al vehículo usando simplemente el mando direccional, además elimina las propiedades del vehículo a una velocidad promedio para todos por igual.

- Reloj: Congela a todos los enemigos por tiempo limitado.

- Libro de hechizos: Destruye a todos los enemigos y globos en pantalla.

- Poción de poder: Sumamente raro, hace que Tiki sea invulnerable y pueda derrotar a los enemigos con solo tocarlos. Dura aproximadamente 45 segundos, cuando Tiki tiene esta habilidad la música cambia.

- Pistola láser : Permite a Tiki disparar rayos láser hacia delante. Este ataque además de ser extremadamente veloz, puede atravesar paredes y enemigos.

- Cetro de fuego:	Permite a Tiki disparar grandes bolas de fuego que avanzan en forma diagonal y rebotan contra las paredes. Está limitado a solo dos bolas de fuego en pantalla.

- Bomba: Permite arrojar bombas, tiene la ventaja de que explotan al tocar el suelo y causan un gran daño a los alrededores. Su mayor defecto es que tienen corto alcance.

- Flecha de fuego: Tiki dispara flechas que incinera a los enemigos, un enemigo incendiado además puede quemar a enemigos cercanos.

- Flecha de hielo: Este disparo convierte a los enemigos en grandes cubos de hielo que pueden usarse como plataformas.

- Espada y escudo: La espada, aunque tiene corto alcance, es el único ataque que Tiki puede usar bajo el agua. El escudo protege a Tiki de cualquier tipo de daño.

### Vehículos
Tiki puede usar varios tipos de vehículos para trasladarse a mayor velocidad o para poder volar y combatir en las alturas.
- Globos: Existe una gran variedad de globos en TNZS que son fundamentales para que Tiki pueda volar y llegar a las partes más altas de los niveles. Cada vehículo tiene propiedades únicas, por ejemplo: el globo osito es el más débil y fácil de destruir, el globo pato es el más ligero, el dirigible es el más grande y seguro y el globo metálico es el más resistente pero también muy lento. Tiki casi siempre debe robar el globo de un enemigo para poder usarlo.

- Naves:  Las naves son vehículos aéreos extremadamente veloces que aparecen con poca regularidad, tienen la particularidad de que se controlan fácilmente con el direccional y que pueden mantenerse quietas en el aire a diferencia de los globos que caen lentamente. Hay dos tipos de nave: la que dispara poderosos rayos láser y la que dispara misiles rastreadores. Tiki debe robarlas de enemigos alienígenas para poder usarlas.

- Vehículos terrestres: En la remake aparecen dos vehículos terrestres que se encuentran listos para usar en ciertas partes y no hay que robarlos: Los patines permiten a Tiki ir muy rápido y caminar por las paredes y el techo pero lo dejan muy vulnerable, el carro en cambio sirve para acelerar y atropellar a los enemigos, pero se destruye al chocar con una pared.

- Vehículos acuáticos: En la remake también se agregaron dos vehículos acuáticos: El koinobori y la tortuga, ambos permiten viajar a gran velocidad bajo el agua, el koinobori tiene la ventaja de succionar y comerse a todos los enemigos que se cruzan en su camino.

## Apariciones en videojuegos
- The New Zealand Story: Este es un juego de plataformas lateral, también conocido como Kiwi Kraze: A Bird-Brained Adventure! en su versión para NES. Tiki es el protagonista del juego. Su misión consiste en recorrer 20 niveles, liberando a un kiwi amigo en cada uno de ellos. En el nivel final debe rescatar a su novia Phee-phee y se enfrenta con el villano Wally la foca leopardo.

- Space Invaders DX: Tiki aparece como disparo.

- Bubble Symphony: Esta es una secuela de Bubble Bobble en donde los escenarios son homenajes a distintas series de Taito. También se puede hacer aparecer a Tiki como un personaje ayudante al conseguir un ítem especial, Tiki se mete en el nivel y ataca con sus típicos arco y flechas.

- Pop'n Pop: Un crossover que agrupa a los personajes principales de la compañía Taito, este es un videojuego de puzle japonés en donde Tiki aparece como uno de los varios personajes seleccionables, dentro del juego es asistido por Phee-phee.

- New Zealand Story Revolution: Una remake del juego original, diseñado especialmente para Nintendo DS. Tiki tiene un aspecto renovado y sus animaciones ahora le otorgan más personalidad y dinamismo, también incorpora varios movimientos y poderes nuevos. Este juego además incluye varios minijuegos competitivos protagonizados por Tiki.

## Curiosidades
- La historia que se ve al completar el Arcade original revela que Tiki es en realidad el nombre de dos kiwis idénticos. Esto se debe a que el Arcade permitía la opción de dos jugadores alternados, en donde cada uno supuestamente controlaba a un Tiki distinto. A pesar de esto, en todas sus apariciones Tiki siempre es retratado como un único personaje al lado de Phee-phee.

- Cameo: En el juego Liquid Kids, en uno de los salones secretos el escenario tiene la forma de la figura de Tiki.